# VM i håndbold 2023 (kvinder)
Verdensmesterskabet i håndbold for kvinder 2023 var det 26. VM i håndbold for kvinder, arrangeret af IHF og afholdt i Danmark, Norge og Sverige. Den anden kandidat var Ungarn.  Pr. 18. februar 2015 havde Frankrig, Norge og Sydkorea vist interesse for at afholde mesterskabet. Værtsnationen skulle have været udpeget i løbet af IHF's ordinære kongres Budapest i Ungarn 4. til 7. juni 2015, men det blev først offentliggjort 28. januar 2017.

## Arenaer
| Herning                             | Frederikshavn                      | Stavanger                      |
| Jyske Bank Boxen Kapacitet: 12.500  | Arena Nord Kapacitet: 2.500        | DNB Arena Kapacitet: 5.000     |
|                                     |                                    |                                |
| Trondheim                           | Helsingborg                        | Göteborg                       |
| Trondheim Spektrum Kapacitet: 8.800 | Helsingborg Arena Kapacitet: 5.000 | Scandinavium Kapacitet: 12.000 |
|                                     |                                    |                                |

## Kvalifikation
| Konkurrence                                     | Datoer                      | Vært                                | Ledige pladser | Kvalificeret                                                                                         |
| ----------------------------------------------- | --------------------------- | ----------------------------------- | -------------- | --- |
| Værtsnationer                                   | 28. januar 2017             | Paris                               | 3              | Danmark · Norge · Sverige                                                                            |
| Mellemamerikanske mesterskaber for kvinder 2023 | 28. februar – 4. mars 2023  | Nicaragua                           | 2              | Chile · Paraguay                                                                                     |
| EM i håndbold 2022                              | 4.–20. november             | Montenegro · Makedonien · Slovenien | 3              | Frankrig · Montenegro · Holland                                                                      |
| Asienmesterskabet i håndbold 2022               | 24. november - 4. december  | Sydkorea                            | 5              | Iran · Japan · Kasakhstan · Kina · Sydkorea                                                          |
| Syd-og Centralamerikamesterskabet               | 15.-19. november            | Argentina                           | 2              | Argentina · Brasilien                                                                                |
| Afrikamesterskabet i håndbold 2022              | 9.-19. november 2022        |                                     | 4              | Angola · Cameroun · Congo · Senegal                                                                  |
| Europæisk kvalifikationsturnering               |                             |                                     | 10             | Kroatien · Polen · Rumænien · Serbien · Slovenien · Spanien · Tjekkiet · Tyskland · Ukraine · Ungarn |
| Centralamerikamesterskabet                      | 28. februar - 4. marts 2023 | Nicaragua                           | 2              | Paraguay · Chile                                                                                     |
| Nordamerika og Cariben-mesterskabet             | 5.-13. juni 2023            | Grønland                            | 1              | Grønland                                                                                             |
| Wild card                                       |                             |                                     | 2[1]           | Østrig · Island                                                                                      |

↑1. Hvis lande fra Oceanien (Australien eller New Zealand), der deltager i de asiatiske mesterskaber ender inden for top 5, vil de kvalificere sig til VM. Hvis enten ender som nr. 6 eller lavere, vil landet være blevet overført til wildcard-stedet.

## Lodtrækning
Lodtrækningen til gruppedannelserne blev afholdt 6. juli 2023 i Göteborg, Sverige.

### Seedning
Seedningen blev annonceret den 3. juli 2023. [5]
| Pot 1 | Pot 2                                                                                            | Pot 3                                                                       | Pot 4                                                                    |
| --- | ------------------------------------------------------------------------------------------------ | --------------------------------------------------------------------------- | ------------------------------------------------------------------------ |
| Norge (tildelt til C) · Danmark (tildelt til E) · Montenegro (tildelt til B) · Frankrig (tildelt til D) · Sverige (tildelt til A) · Holland (tildelt til H) · Brasilien · Tyskland (assigned to F) | Slovenien · Spanien (tildelt til G) · Kroatien · Sydkorea · Ungarn · Rumænien · Polen · Tjekkiet | Serbien · Japan · Ukraine · Grønland · Argentina · Angola · Kina · Cameroun | Congo · Senegal · Paraguay · Iran · Kasakhstan · Chile · Østrig · Island |

## Dommerpar
De 23 dommerpar blev annonceret den 27. oktober 2023.
| Dommere             | Dommere                          |
| ------------------- | -------------------------------- |
| Algeriet            | Yousef Belkhiri Sid Ali Hamidi   |
| Argentina           | María Paolantoni Mariana García  |
| Østrig              | Denis Bolic Christoph Hurich     |
| Bosnien-Hercegovina | Amar Konjičanin Dino Konjičanin  |
| Brasilien           | Bruna Correa Renata Correa       |
| Bulgarien           | Georgi Dynchinov Yulian Goretsov |
| Kina                | Cheng Yufeng Zhou Yunle          |
| Danmark             | Mads Hansen Jesper Madsen        |

| Dommere    | Dommere                           |
| ---------- | --------------------------------- |
| Egypten    | Yasmina El-Saied Heidy El-Saied   |
| Frankrig   | Yann Carmaux Julien Mursch        |
| Tyskland   | Maike Merz Tanja Kuttler          |
| Ungarn     | Kristóf Altmár Márton Horváth     |
| Kuwait     | Dalal Al-Naseem Maali Al-Enezi    |
| Moldova    | Alexei Covalciuc Igor Covalciuc   |
| Montenegro | Jelena Vujačić Anđelina Kažanegra |
| Norge      | Eskil Braseth Leif Sundet         |

| Dommere   | Dommere                         |
| --------- | ------------------------------- |
| Rumænien  | Cristina Lovin Simona Stancu    |
| Slovenien | Bojan Lah David Sok             |
| Serbien   | Marko Sekulić Vladimir Jovandić |
| Slovakiet | Andrej Budzák Michal Záhradník  |
| Sydkorea  | Koo Bo-ok Lee Se-ok             |
| Spanien   | Javier Álvarez Ion Bustamante   |
| Uruguay   | Mathias Sosa Cristian Lemes     |

## Gruppespillet

### Gruppe A
| Pos | Hold     | K | V | U | T | M+ | M- | MF  | P | Kvalifikation  |
| --- | -------- | - | - | - | - | -- | -- | --- | - | -------------- |
| 1   | Sverige  | 3 | 3 | 0 | 0 | 84 | 59 | +25 | 6 | Mellemrunde    |
| 2   | Kroatien | 3 | 1 | 1 | 1 | 78 | 57 | +21 | 3 | Mellemrunde    |
| 3   | Senegal  | 3 | 1 | 1 | 1 | 62 | 63 | −1  | 3 | Mellemrunde    |
| 4   | Kina     | 3 | 0 | 0 | 3 | 52 | 97 | −45 | 0 | Presidents Cup |

1. 1 2  Kroatien 22–22 Senegal

| 1. december 2023 18:00 | Kroatien  | 22–22   | Senegal      | Scandinavium, Göteborg Tilskuere: 4.004 Dommere: Hansen, Madsen (DEN) |
| 1. december 2023 18:00 | Barišić 8 | (9–11)  | D. Camara 10 | Scandinavium, Göteborg Tilskuere: 4.004 Dommere: Hansen, Madsen (DEN) |
| 1. december 2023 18:00 | 2× 1×     | Rapport | 1×           | Scandinavium, Göteborg Tilskuere: 4.004 Dommere: Hansen, Madsen (DEN) |

| 1. december 2023 20:30 | Sverige   | 36–24   | Kina     | Scandinavium, Göteborg Tilskuere: 8.407 Dommere: Budzák, Záhradník (SVK) |
| 1. december 2023 20:30 | Koppang 6 | (22–8)  | Yuting 6 | Scandinavium, Göteborg Tilskuere: 8.407 Dommere: Budzák, Záhradník (SVK) |
| 1. december 2023 20:30 | 1×        | Rapport |          | Scandinavium, Göteborg Tilskuere: 8.407 Dommere: Budzák, Záhradník (SVK) |

| 3. december 2023 15:30 | Kroatien       | 39–13   | Kina | Scandinavium, Göteborg Tilskuere: 3.061 Dommere: B. Correa, R. Correa (BRA) |
| 3. december 2023 15:30 | fem spillere 5 | (19–7)  | Li 4 | Scandinavium, Göteborg Tilskuere: 3.061 Dommere: B. Correa, R. Correa (BRA) |
| 3. december 2023 15:30 | 2× 1×          | Rapport | 2×   | Scandinavium, Göteborg Tilskuere: 3.061 Dommere: B. Correa, R. Correa (BRA) |

| 3. december 2023 18:00 | Senegal | 18–26   | Sverige   | Scandinavium, Göteborg Tilskuere: 7.098 Dommere: Lovin, Stancu (ROU) |
| 3. december 2023 18:00 | Sagna 8 | (12–14) | Roberts 6 | Scandinavium, Göteborg Tilskuere: 7.098 Dommere: Lovin, Stancu (ROU) |
| 3. december 2023 18:00 | 2× 1×   | Rapport | 2×        | Scandinavium, Göteborg Tilskuere: 7.098 Dommere: Lovin, Stancu (ROU) |

| 5. december 2023 18:00 | Kina  | 15–22   | Senegal | Scandinavium, Göteborg Tilskuere: 3.714 Dommere: Dynchinov, Goretsov (BUL) |
| 5. december 2023 18:00 | Jin 4 | (9–9)   | Sagna 8 | Scandinavium, Göteborg Tilskuere: 3.714 Dommere: Dynchinov, Goretsov (BUL) |
| 5. december 2023 18:00 | 2× 1× | Rapport |         | Scandinavium, Göteborg Tilskuere: 3.714 Dommere: Dynchinov, Goretsov (BUL) |

| 5. december 2023 20:30 | Sverige   | 22–17   | Kroatien | Scandinavium, Göteborg Tilskuere: 8.538 Dommere: Kuttler, Merz (GER) |
| 5. december 2023 20:30 | Carlson 6 | (9–7)   | Šimara 5 | Scandinavium, Göteborg Tilskuere: 8.538 Dommere: Kuttler, Merz (GER) |
| 5. december 2023 20:30 | 3× 1×     | Rapport | 4×       | Scandinavium, Göteborg Tilskuere: 8.538 Dommere: Kuttler, Merz (GER) |

### Gruppe B
| Pos | Hold       | K | V | U | T | M+ | M-  | MF  | P | Kvalifikation  |
| --- | ---------- | - | - | - | - | -- | --- | --- | - | -------------- |
| 1   | Montenegro | 3 | 3 | 0 | 0 | 90 | 55  | +35 | 6 | Mellemrunde    |
| 2   | Ungarn     | 3 | 2 | 0 | 1 | 92 | 56  | +36 | 4 | Mellemrunde    |
| 3   | Cameroun   | 3 | 1 | 0 | 2 | 57 | 87  | −30 | 2 | Mellemrunde    |
| 4   | Paraguay   | 3 | 0 | 0 | 3 | 61 | 102 | −41 | 0 | Presidents Cup |

| 30. november 2023 18:00 | Montenegro  | 25–11   | Cameroun | Helsingborg Arena, Helsingborg Tilskuere: 731 Dommere: Merz, Kuttler (GER) |
| 30. november 2023 18:00 | Pavićević 5 | (13–2)  | Ateba 5  | Helsingborg Arena, Helsingborg Tilskuere: 731 Dommere: Merz, Kuttler (GER) |
| 30. november 2023 18:00 | 3×          | Rapport | 2× 1×    | Helsingborg Arena, Helsingborg Tilskuere: 731 Dommere: Merz, Kuttler (GER) |

| 30. november 2023 20:30 | Ungarn             | 35–12   | Paraguay          | Helsingborg Arena, Helsingborg Tilskuere: 398 Dommere: Correa, Correa (BRA) |
| 30. november 2023 20:30 | Klujber, Schatzl 5 | (15–6)  | Acuña, Portillo 4 | Helsingborg Arena, Helsingborg Tilskuere: 398 Dommere: Correa, Correa (BRA) |
| 30. november 2023 20:30 | 1×                 | Rapport | 1× 2×             | Helsingborg Arena, Helsingborg Tilskuere: 398 Dommere: Correa, Correa (BRA) |

| 2. december 2023 18:00 | Paraguay | 26–41   | Montenegro  | Helsingborg Arena, Helsingborg Tilskuere: 964 Dommere: Dynchinov, Goretsov (BUL) |
| 2. december 2023 18:00 | Acuña 5  | (15–17) | Pavićević 9 | Helsingborg Arena, Helsingborg Tilskuere: 964 Dommere: Dynchinov, Goretsov (BUL) |
| 2. december 2023 18:00 | 1×       | Rapport | 1×          | Helsingborg Arena, Helsingborg Tilskuere: 964 Dommere: Dynchinov, Goretsov (BUL) |

| 2. december 2023 20:30 | Ungarn    | 39–20   | Cameroun | Helsingborg Arena, Helsingborg Tilskuere: 589 Dommere: Budzák, Záhradník (SVK) |
| 2. december 2023 20:30 | Klujber 7 | (18–8)  | Nnomo 6  | Helsingborg Arena, Helsingborg Tilskuere: 589 Dommere: Budzák, Záhradník (SVK) |
| 2. december 2023 20:30 | 2×        | Rapport | 3×       | Helsingborg Arena, Helsingborg Tilskuere: 589 Dommere: Budzák, Záhradník (SVK) |

| 4. december 2023 18:00 | Cameroun        | 26–23   | Paraguay  | Helsingborg Arena, Helsingborg Tilskuere: 689 Dommere: Lovin, Stancu (ROU) |
| 4. december 2023 18:00 | Ebanga Baboga 9 | (12–12) | Insfrán 7 | Helsingborg Arena, Helsingborg Tilskuere: 689 Dommere: Lovin, Stancu (ROU) |
| 4. december 2023 18:00 | 7×              | Rapport | 2×        | Helsingborg Arena, Helsingborg Tilskuere: 689 Dommere: Lovin, Stancu (ROU) |

| 4. december 2023 20:30 | Montenegro | 24–18   | Ungarn          | Helsingborg Arena, Helsingborg Tilskuere: 1,056 Dommere: Hansen, Madsen (DEN) |
| 4. december 2023 20:30 | Mugoša 8   | (7–10)  | three players 3 | Helsingborg Arena, Helsingborg Tilskuere: 1,056 Dommere: Hansen, Madsen (DEN) |
| 4. december 2023 20:30 | 4× 1×      | Rapport | 4× 1×           | Helsingborg Arena, Helsingborg Tilskuere: 1,056 Dommere: Hansen, Madsen (DEN) |

### Gruppe C
| Pos | Hold     | K | V | U | T | M+  | M-  | MF  | P | Kvalifikation  |
| --- | -------- | - | - | - | - | --- | --- | --- | - | -------------- |
| 1   | Norge    | 3 | 3 | 0 | 0 | 121 | 62  | +59 | 6 | Mellemrunde    |
| 2   | Østrig   | 3 | 2 | 0 | 1 | 101 | 97  | +4  | 4 | Mellemrunde    |
| 3   | Sydkorea | 3 | 1 | 0 | 2 | 79  | 79  | 0   | 2 | Mellemrunde    |
| 4   | Grønland | 3 | 0 | 0 | 3 | 50  | 113 | −63 | 0 | Presidents Cup |

| 29. november 2023 18:00 | Sydkorea | 29–30   | Østrig   | DNB Arena, Stavanger Tilskuere: 2.104 Dommere: Jovandić, Sekulić (SRB) |
| 29. november 2023 18:00 | Woo 11   | (12–16) | Pandza 8 | DNB Arena, Stavanger Tilskuere: 2.104 Dommere: Jovandić, Sekulić (SRB) |
| 29. november 2023 18:00 | 5× 1×    | Rapport | 3×       | DNB Arena, Stavanger Tilskuere: 2.104 Dommere: Jovandić, Sekulić (SRB) |

| 29. november 2023 20:30 | Norge    | 43-11   | Grønland | DNB Arena, Stavanger Tilskuere: 3.345 Dommere: García, Paolantoni (ARG) |
| 29. november 2023 20:30 | Herrem 7 | (19-7)  | Bjerge 4 | DNB Arena, Stavanger Tilskuere: 3.345 Dommere: García, Paolantoni (ARG) |
| 29. november 2023 20:30 | 1×       | Rapport | 2×       | DNB Arena, Stavanger Tilskuere: 3.345 Dommere: García, Paolantoni (ARG) |

| 1. december 2023 18:00 | Sydkorea   | 27–16   | Grønland   | DNB Arena, Stavanger Tilskuere: 2.141 Dommere: El-Saied, El-Saied (EGY) |
| 1. december 2023 18:00 | Gim, Woo 4 | (15–6)  | Rothberg 4 | DNB Arena, Stavanger Tilskuere: 2.141 Dommere: El-Saied, El-Saied (EGY) |
| 1. december 2023 18:00 | 2× 1×      | Rapport | 3×         | DNB Arena, Stavanger Tilskuere: 2.141 Dommere: El-Saied, El-Saied (EGY) |

| 1. december 2023 20:30 | Østrig    | 28–45   | Norge      | DNB Arena, Stavanger Tilskuere: 3.451 Dommere: Álvarez, Bustamante (ESP) |
| 1. december 2023 20:30 | Ivančok 6 | (12–21) | Reistad 10 | DNB Arena, Stavanger Tilskuere: 3.451 Dommere: Álvarez, Bustamante (ESP) |
| 1. december 2023 20:30 | 1×        | Rapport | 5× 1×      | DNB Arena, Stavanger Tilskuere: 3.451 Dommere: Álvarez, Bustamante (ESP) |

| 3. december 2023 18:00 | Grønland         | 23 – 43   | Østrig   | DNB Arena, Stavanger Tilskuere: 1.850 Dommere: A. Konjičanin, D. Konjičanin (BIH) |
| 3. december 2023 18:00 | Bjerge, Hansen 5 | (13 - 20) | Pandza 8 | DNB Arena, Stavanger Tilskuere: 1.850 Dommere: A. Konjičanin, D. Konjičanin (BIH) |
| 3. december 2023 18:00 | 3×               | Rapport   | 3×       | DNB Arena, Stavanger Tilskuere: 1.850 Dommere: A. Konjičanin, D. Konjičanin (BIH) |

| 3. december 2023 20:30 | Norge    | 33 – 23   | Sydkorea | DNB Arena, Stavanger Tilskuere: 3.456 Dommere: Sosa, Lemes (URU) |
| 3. december 2023 20:30 | Herrem 7 | (20 - 11) | Shin 6   | DNB Arena, Stavanger Tilskuere: 3.456 Dommere: Sosa, Lemes (URU) |
| 3. december 2023 20:30 | 2×       | Rapport   | 2× 1×    | DNB Arena, Stavanger Tilskuere: 3.456 Dommere: Sosa, Lemes (URU) |

### Gruppe D
| Pos | Hold      | K | V | U | T | M+ | M- | MF  | P | Kvalifikation  |
| --- | --------- | - | - | - | - | -- | -- | --- | - | -------------- |
| 1   | Frankrig  | 3 | 3 | 0 | 0 | 92 | 78 | +14 | 6 | Mellemrunde    |
| 2   | Slovenien | 3 | 2 | 0 | 1 | 87 | 79 | +8  | 4 | Mellemrunde    |
| 3   | Angola    | 3 | 0 | 1 | 2 | 79 | 86 | −7  | 1 | Mellemrunde    |
| 4   | Island    | 3 | 0 | 1 | 2 | 72 | 87 | −15 | 1 | Presidents Cup |

1. 1 2  Angola 26–26 Island

| 30. november 2023 18:00 | Slovenien | 30–24   | Island         | DNB Arena, Stavanger Tilskuere: 750 Dommere: Sosa, Lemes (URU) |
| 30. november 2023 18:00 | Ljepoja 8 | (16–13) | tre spillere 5 | DNB Arena, Stavanger Tilskuere: 750 Dommere: Sosa, Lemes (URU) |
| 30. november 2023 18:00 | 4×        | Rapport | 4× 1×          | DNB Arena, Stavanger Tilskuere: 750 Dommere: Sosa, Lemes (URU) |

| 30. november 2023 20:30 | Frankrig              | 30–29   | Angola   | DNB Arena, Stavanger Tilskuere: 1.830 Dommere: Konjičanin, Konjičanin (BIH) |
| 30. november 2023 20:30 | Toublanc, Valentini 6 | (18–15) | Guialo 6 | DNB Arena, Stavanger Tilskuere: 1.830 Dommere: Konjičanin, Konjičanin (BIH) |
| 30. november 2023 20:30 | 3×                    | Rapport | 5×       | DNB Arena, Stavanger Tilskuere: 1.830 Dommere: Konjičanin, Konjičanin (BIH) |

| 2. december 2023 15:30 | Slovenien | 30–24   | Angola   | DNB Arena, Stavanger Tilskuere: 816 Dommere: García, Paolantoni (ARG) |
| 2. december 2023 15:30 | Varagić 5 | (14–11) | Guialo 6 | DNB Arena, Stavanger Tilskuere: 816 Dommere: García, Paolantoni (ARG) |
| 2. december 2023 15:30 | 4× 2×     | Rapport | 5× 1×    | DNB Arena, Stavanger Tilskuere: 816 Dommere: García, Paolantoni (ARG) |

| 2. december 2023 18:00 | Island          | 22–31   | Frankrig         | DNB Arena, Stavanger Tilskuere: 2.414 Dommere: Jovandić, Sekulić (SRB) |
| 2. december 2023 18:00 | Erlingsdóttir 7 | (10–20) | Bouktit, Kanor 5 | DNB Arena, Stavanger Tilskuere: 2.414 Dommere: Jovandić, Sekulić (SRB) |
| 2. december 2023 18:00 | 2× 1×           | Rapport | 3×               | DNB Arena, Stavanger Tilskuere: 2.414 Dommere: Jovandić, Sekulić (SRB) |

| 4. december 2023 18:00 | Angola    | 26–26   | Island          | DNB Arena, Stavanger Tilskuere: 854 Dommere: H. El-Saied, Y. El-Saied (EGY) |
| 4. december 2023 18:00 | Gabriel 6 | (15–14) | Erlingsdóttir 6 | DNB Arena, Stavanger Tilskuere: 854 Dommere: H. El-Saied, Y. El-Saied (EGY) |
| 4. december 2023 18:00 | 3×        | Rapport | 2× 1×           | DNB Arena, Stavanger Tilskuere: 854 Dommere: H. El-Saied, Y. El-Saied (EGY) |

| 4. december 2023 21:00 | Frankrig    | 31–27   | Slovenien | DNB Arena, Stavanger Tilskuere: 883 Dommere: Álvarez, Bustamante (ESP) |
| 4. december 2023 21:00 | Grandveau 6 | (17–15) | Stanko 7  | DNB Arena, Stavanger Tilskuere: 883 Dommere: Álvarez, Bustamante (ESP) |
| 4. december 2023 21:00 | 1×          | Rapport | 5× 1×     | DNB Arena, Stavanger Tilskuere: 883 Dommere: Álvarez, Bustamante (ESP) |

### Gruppe E
| Pos | Hold        | K | V | U | T | M+  | M-  | MF  | P | Kvalifikation  |
| --- | ----------- | - | - | - | - | --- | --- | --- | - | -------------- |
| 1   | Danmark (V) | 3 | 3 | 0 | 0 | 110 | 55  | +55 | 6 | Mellemrunde    |
| 2   | Rumænien    | 3 | 2 | 0 | 1 | 104 | 86  | +18 | 4 | Mellemrunde    |
| 3   | Serbien     | 3 | 1 | 0 | 2 | 79  | 78  | +1  | 2 | Mellemrunde    |
| 4   | Chile       | 3 | 0 | 0 | 3 | 46  | 120 | −74 | 0 | Presidents Cup |

| 1. december 2023 18:00 | Rumænien   | 44–19   | Chile         | Jyske Bank Boxen, Herning Tilskuere: 9.582 Dommere: Cheng, Zhou (CHN) |
| 1. december 2023 18:00 | Buceschi 6 | (25–6)  | Parra, Paul 4 | Jyske Bank Boxen, Herning Tilskuere: 9.582 Dommere: Cheng, Zhou (CHN) |
| 1. december 2023 18:00 | 3×         | Rapport | 1×            | Jyske Bank Boxen, Herning Tilskuere: 9.582 Dommere: Cheng, Zhou (CHN) |

| 1. december 2023 20:30 | Danmark            | 25–21   | Serbien                              | Jyske Bank Boxen, Herning Tilskuere: 12.389 Dommere: Covalciuc, Covalciuc (MDA) |
| 1. december 2023 20:30 | Friis, Jørgensen 5 | (10–12) | Radosavljević, Jovović, Laništanin 5 | Jyske Bank Boxen, Herning Tilskuere: 12.389 Dommere: Covalciuc, Covalciuc (MDA) |
| 1. december 2023 20:30 | 1×                 | Rapport | 7× 1×                                | Jyske Bank Boxen, Herning Tilskuere: 12.389 Dommere: Covalciuc, Covalciuc (MDA) |

| 3. december 2023 18:00 | Rumænien   | 37–28   | Serbien               | Jyske Bank Boxen, Herning Tilskuere: 5.907 Dommere: Koo, Lee (KOR) |
| 3. december 2023 18:00 | Buceschi 8 | (19–13) | Jovović, Laništanin 5 | Jyske Bank Boxen, Herning Tilskuere: 5.907 Dommere: Koo, Lee (KOR) |
| 3. december 2023 18:00 | 2×         | Rapport | 2× 3×                 | Jyske Bank Boxen, Herning Tilskuere: 5.907 Dommere: Koo, Lee (KOR) |

| 3. december 2023 20:30 | Chile          | 11–46   | Danmark     | Jyske Bank Boxen, Herning Tilskuere: 7.622 Dommere: Kažanegra, Vujačić (MNE) |
| 3. december 2023 20:30 | Lovera, Paul 3 | (5–20)  | Scaglione 7 | Jyske Bank Boxen, Herning Tilskuere: 7.622 Dommere: Kažanegra, Vujačić (MNE) |
| 3. december 2023 20:30 | 1×             | Rapport | 4×          | Jyske Bank Boxen, Herning Tilskuere: 7.622 Dommere: Kažanegra, Vujačić (MNE) |

| 5. december 2023 18:00 | Serbien    | 30–16   | Chile     | Jyske Bank Boxen, Herning Tilskuere: 7.438 Dommere: Al-Enezi, Al-Naseem (KUW) |
| 5. december 2023 18:00 | Stamenić 7 | (10–6)  | Álvarez 4 | Jyske Bank Boxen, Herning Tilskuere: 7.438 Dommere: Al-Enezi, Al-Naseem (KUW) |
| 5. december 2023 18:00 | 3× 1×      | Rapport | 2×        | Jyske Bank Boxen, Herning Tilskuere: 7.438 Dommere: Al-Enezi, Al-Naseem (KUW) |

| 5. december 2023 20:30 | Danmark      | 39–23   | Rumænien     | Jyske Bank Boxen, Herning Tilskuere: 10.788 Dommere: Lah, Sok (SLO) |
| 5. december 2023 20:30 | Jørgensen 10 | (21–10) | Lixăndroiu 5 | Jyske Bank Boxen, Herning Tilskuere: 10.788 Dommere: Lah, Sok (SLO) |
| 5. december 2023 20:30 | 3× 1×        | Rapport | 3× 1×        | Jyske Bank Boxen, Herning Tilskuere: 10.788 Dommere: Lah, Sok (SLO) |

### Gruppe F
| Pos | Hold     | K | V | U | T | M+  | M-  | MF  | P | Kvalifikation  |
| --- | -------- | - | - | - | - | --- | --- | --- | - | -------------- |
| 1   | Tyskland | 3 | 3 | 0 | 0 | 109 | 69  | +40 | 6 | Mellemrunde    |
| 2   | Polen    | 3 | 2 | 0 | 1 | 84  | 78  | +6  | 4 | Mellemrunde    |
| 3   | Japan    | 3 | 1 | 0 | 2 | 102 | 73  | +29 | 2 | Mellemrunde    |
| 4   | Iran     | 3 | 0 | 0 | 3 | 47  | 122 | −75 | 0 | Presidents Cup |

| 30. november 2023 18:00 | Tyskland    | 31–30   | Japan     | Jyske Bank Boxen, Herning Tilskuere: 1.237 Dommere: Carmaux, Mursch (FRA) |
| 30. november 2023 18:00 | Grijseels 7 | (18–17) | Aizawa 10 | Jyske Bank Boxen, Herning Tilskuere: 1.237 Dommere: Carmaux, Mursch (FRA) |
| 30. november 2023 18:00 | 4× 2×       | Rapport | 2×        | Jyske Bank Boxen, Herning Tilskuere: 1.237 Dommere: Carmaux, Mursch (FRA) |

| 30. november 2023 20:30 | Polen           | 35–15   | Iran     | Jyske Bank Boxen, Herning Tilskuere: 1.405 Dommere: Altmár, Horváth (HUN) |
| 30. november 2023 20:30 | Balsam, Nocuń 6 | (18–8)  | Merikh 6 | Jyske Bank Boxen, Herning Tilskuere: 1.405 Dommere: Altmár, Horváth (HUN) |
| 30. november 2023 20:30 | 3× 1×           | Rapport | 2× 1×    | Jyske Bank Boxen, Herning Tilskuere: 1.405 Dommere: Altmár, Horváth (HUN) |

| 2. december 2023 18:00 | Iran     | 22–45   | Tyskland        | Jyske Bank Boxen, Herning Tilskuere: 1.332 Dommere: Mitrović, Vešović (MNE) |
| 2. december 2023 18:00 | Merikh 8 | (12–25) | Stockschläder 8 | Jyske Bank Boxen, Herning Tilskuere: 1.332 Dommere: Mitrović, Vešović (MNE) |
| 2. december 2023 18:00 | 4×       | Rapport | 4× 1×           | Jyske Bank Boxen, Herning Tilskuere: 1.332 Dommere: Mitrović, Vešović (MNE) |

| 2. december 2023 20:30 | Polen         | 32–30   | Japan    | Jyske Bank Boxen, Herning Tilskuere: 1.490 Dommere: Lah, Sok (SLO) |
| 2. december 2023 20:30 | Kobylińska 11 | (15–15) | Sasaki 6 | Jyske Bank Boxen, Herning Tilskuere: 1.490 Dommere: Lah, Sok (SLO) |
| 2. december 2023 20:30 | 5×            | Rapport | 2× 1×    | Jyske Bank Boxen, Herning Tilskuere: 1.490 Dommere: Lah, Sok (SLO) |

| 4. december 2023 18:00 | Japan          | 42–10   | Iran               | Jyske Bank Boxen, Herning Tilskuere: 636 Dommere: Bolic, Hurich (AUT) |
| 4. december 2023 18:00 | tre spillere 5 | (20–3)  | Koudzarifarahani 3 | Jyske Bank Boxen, Herning Tilskuere: 636 Dommere: Bolic, Hurich (AUT) |
| 4. december 2023 18:00 | 4×             | Rapport | 3×                 | Jyske Bank Boxen, Herning Tilskuere: 636 Dommere: Bolic, Hurich (AUT) |

| 4. december 2023 20:30 | Tyskland    | 33–17   | Polen        | Jyske Bank Boxen, Herning Tilskuere: 1.021 Dommere: A. Covalciuc, I. Covalciuc (MDA) |
| 4. december 2023 20:30 | Grijseels 7 | (19–10) | Kobylińska 3 | Jyske Bank Boxen, Herning Tilskuere: 1.021 Dommere: A. Covalciuc, I. Covalciuc (MDA) |
| 4. december 2023 20:30 | 5×          | Rapport | 4×           | Jyske Bank Boxen, Herning Tilskuere: 1.021 Dommere: A. Covalciuc, I. Covalciuc (MDA) |

### Gruppe G
| Pos | Hold       | K | V | U | T | M+  | M-  | MF  | P | Kvalifikation  |
| --- | ---------- | - | - | - | - | --- | --- | --- | - | -------------- |
| 1   | Spanien    | 3 | 3 | 0 | 0 | 93  | 62  | +31 | 6 | Mellemrunde    |
| 2   | Brasilien  | 3 | 2 | 0 | 1 | 106 | 62  | +44 | 4 | Mellemrunde    |
| 3   | Ukraine    | 3 | 1 | 0 | 2 | 77  | 91  | −14 | 2 | Mellemrunde    |
| 4   | Kasakhstan | 3 | 0 | 0 | 3 | 56  | 117 | −61 | 0 | Presidents Cup |

| 29. november 2023 18:00 | Brasilien         | 35–20   | Ukraine            | Arena Nord, Frederikshavn Tilskuere: 500 Dommere: Lee, Koo (KOR) |
| 29. november 2023 18:00 | Costa, De Paula 7 | (17–10) | Poliak, Smbatian 4 | Arena Nord, Frederikshavn Tilskuere: 500 Dommere: Lee, Koo (KOR) |
| 29. november 2023 18:00 | 3×                | Rapport | 3×                 | Arena Nord, Frederikshavn Tilskuere: 500 Dommere: Lee, Koo (KOR) |

| 29. november 2023 20:30 | Spanien        | 34–17   | Kasakhstan | Arena Nord, Frederikshavn Tilskuere: 200 Dommere: Al-Enezi, Al-Naseem (KUW) |
| 29. november 2023 20:30 | tre spillere 5 | (14–8)  | Radayeva 5 | Arena Nord, Frederikshavn Tilskuere: 200 Dommere: Al-Enezi, Al-Naseem (KUW) |
| 29. november 2023 20:30 | 2×             | Rapport | 2×         | Arena Nord, Frederikshavn Tilskuere: 200 Dommere: Al-Enezi, Al-Naseem (KUW) |

| 1. december 2023 18:00 | Kasakhstan | 15–46   | Brasilien           | Arena Nord, Frederikshavn Tilskuere: 473 Dommere: Bolic, Hurich (AUT) |
| 1. december 2023 18:00 | Radayeva 4 | (5–25)  | Cardoso de Castro 8 | Arena Nord, Frederikshavn Tilskuere: 473 Dommere: Bolic, Hurich (AUT) |
| 1. december 2023 18:00 | 1×         | Rapport | 1×                  | Arena Nord, Frederikshavn Tilskuere: 473 Dommere: Bolic, Hurich (AUT) |

| 1. december 2023 20:30 | Spanien    | 32–20   | Ukraine    | Arena Nord, Frederikshavn Tilskuere: 153 Dommere: Belkhiri, Hamidi (ALG) |
| 1. december 2023 20:30 | González 6 | (16–12) | Smbatian 7 | Arena Nord, Frederikshavn Tilskuere: 153 Dommere: Belkhiri, Hamidi (ALG) |
| 1. december 2023 20:30 | 3× 2×      | Rapport | 3×         | Arena Nord, Frederikshavn Tilskuere: 153 Dommere: Belkhiri, Hamidi (ALG) |

| 3. december 2023 15:30 | Ukraine              | 37–24   | Kasakhstan | Arena Nord, Frederikshavn Tilskuere: 1.067 Dommere: Cheng, Zhou (CHN) |
| 3. december 2023 15:30 | Andriychuk, Shukal 8 | (19–12) | Khardina 6 | Arena Nord, Frederikshavn Tilskuere: 1.067 Dommere: Cheng, Zhou (CHN) |
| 3. december 2023 15:30 | 3×                   | Rapport | 5×         | Arena Nord, Frederikshavn Tilskuere: 1.067 Dommere: Cheng, Zhou (CHN) |

| 3. december 2023 18:00 | Brasilien | 25–27   | Spanien | Arena Nord, Frederikshavn Tilskuere: 811 Dommere: Carmaux, Mursch (FRA) |
| 3. december 2023 18:00 | Belo 8    | (12–16) | Arcos 5 | Arena Nord, Frederikshavn Tilskuere: 811 Dommere: Carmaux, Mursch (FRA) |
| 3. december 2023 18:00 | 6×        | Rapport | 5× 1×   | Arena Nord, Frederikshavn Tilskuere: 811 Dommere: Carmaux, Mursch (FRA) |

### Gruppe H
| Pos | Hold      | K | V | U | T | M+  | M-  | MF  | P | Kvalifikation  |
| --- | --------- | - | - | - | - | --- | --- | --- | - | -------------- |
| 1   | Holland   | 3 | 3 | 0 | 0 | 114 | 66  | +48 | 6 | Mellemrunde    |
| 2   | Tjekkiet  | 3 | 2 | 0 | 1 | 83  | 77  | +6  | 4 | Mellemrunde    |
| 3   | Argentina | 3 | 1 | 0 | 2 | 79  | 98  | −19 | 2 | Mellemrunde    |
| 4   | Congo     | 3 | 0 | 0 | 3 | 68  | 103 | −35 | 0 | Presidents Cup |

| 30. november 2023 18:00 | Holland  | 41–26   | Argentina | Arena Nord, Frederikshavn Tilskuere: 300 Dommere: Vujačić, Kažanegra (MNE) |
| 30. november 2023 18:00 | Polman 7 | (20–14) | Pizzo 5   | Arena Nord, Frederikshavn Tilskuere: 300 Dommere: Vujačić, Kažanegra (MNE) |
| 30. november 2023 18:00 | 5×       | Rapport | 1×        | Arena Nord, Frederikshavn Tilskuere: 300 Dommere: Vujačić, Kažanegra (MNE) |

| 30. november 2023 20:30 | Tjekkiet     | 32–22   | Congo      | Arena Nord, Frederikshavn Tilskuere: 200 Dommere: Bolic, Hurich (AUT) |
| 30. november 2023 20:30 | Cholevová 11 | (19–11) | Ngombele 9 | Arena Nord, Frederikshavn Tilskuere: 200 Dommere: Bolic, Hurich (AUT) |
| 30. november 2023 20:30 | 4×           | Rapport | 5× 1×      | Arena Nord, Frederikshavn Tilskuere: 200 Dommere: Bolic, Hurich (AUT) |

| 2. december 2023 15:30 | Tjekkiet | 31–22   | Argentina        | Arena Nord, Frederikshavn Tilskuere: 711 Dommere: Altmár, Horváth (HUN) |
| 2. december 2023 15:30 | Malá 8   | (16–10) | Gavilan, Pizzo 5 | Arena Nord, Frederikshavn Tilskuere: 711 Dommere: Altmár, Horváth (HUN) |
| 2. december 2023 15:30 | 7× 1×    | Rapport | 3× 1×            | Arena Nord, Frederikshavn Tilskuere: 711 Dommere: Altmár, Horváth (HUN) |

| 2. december 2023 18:00 | Congo        | 20–40   | Holland        | Arena Nord, Frederikshavn Tilskuere: 527 Dommere: Al-Enezi, Al-Naseem (KUW) |
| 2. december 2023 18:00 | Diagouraga 7 | (9–20)  | Van Wetering 8 | Arena Nord, Frederikshavn Tilskuere: 527 Dommere: Al-Enezi, Al-Naseem (KUW) |
| 2. december 2023 18:00 | 6× 1×        | Rapport | 1×             | Arena Nord, Frederikshavn Tilskuere: 527 Dommere: Al-Enezi, Al-Naseem (KUW) |

| 4. december 2023 18:00 | Argentina  | 31–26   | Congo        | Arena Nord, Frederikshavn Tilskuere: 507 Dommere: Mitrović, Vešović (MNE) |
| 4. december 2023 18:00 | Casasola 7 | (14–15) | Diagouraga 8 | Arena Nord, Frederikshavn Tilskuere: 507 Dommere: Mitrović, Vešović (MNE) |
| 4. december 2023 18:00 | 3×         | Rapport | 7× 1×        | Arena Nord, Frederikshavn Tilskuere: 507 Dommere: Mitrović, Vešović (MNE) |

| 4. december 2023 20:30 | Holland        | 33–20   | Tjekkiet    | Arena Nord, Frederikshavn Tilskuere: 674 Dommere: Belkhiri, Hamidi (ALG) |
| 4. december 2023 20:30 | Van Wetering 7 | (14–8)  | Cholevová 6 | Arena Nord, Frederikshavn Tilskuere: 674 Dommere: Belkhiri, Hamidi (ALG) |
| 4. december 2023 20:30 | 5×             | Rapport | 2×          | Arena Nord, Frederikshavn Tilskuere: 674 Dommere: Belkhiri, Hamidi (ALG) |

## President's Cup

### Gruppe I
| Pos | Hold     | K | V | U | T | M+ | M- | MF  | P | Kvalifikation |
| --- | -------- | - | - | - | - | -- | -- | --- | - | ------------- |
| 1   | Island   | 3 | 3 | 0 | 0 | 92 | 56 | +36 | 6 | 25. plads     |
| 2   | Kina     | 3 | 2 | 0 | 1 | 78 | 74 | +4  | 4 | 27. plads     |
| 3   | Paraguay | 3 | 1 | 0 | 2 | 60 | 67 | −7  | 2 | 29. plads     |
| 4   | Grønland | 3 | 0 | 0 | 3 | 57 | 90 | −33 | 0 | 31. plads     |

| 7. december 2023 15:30 | Kina  | 23–20   | Paraguay             | Arena Nord, Frederikshavn Tilskuere: 254 Dommere: Altmár, Horváth (HUN) |
| 7. december 2023 15:30 | Jin 6 | (9–10)  | Fernández, Insfrán 6 | Arena Nord, Frederikshavn Tilskuere: 254 Dommere: Altmár, Horváth (HUN) |
| 7. december 2023 15:30 | 6× 1× | Rapport | 1×                   | Arena Nord, Frederikshavn Tilskuere: 254 Dommere: Altmár, Horváth (HUN) |

| 7. december 2023 18:00 | Grønland | 14–37   | Island           | Arena Nord, Frederikshavn Tilskuere: 702 Dommere: Doychinov, Goretsov (BUL) |
| 7. december 2023 18:00 | Holm 4   | (8–19)  | Ásgeirsdóttir 10 | Arena Nord, Frederikshavn Tilskuere: 702 Dommere: Doychinov, Goretsov (BUL) |
| 7. december 2023 18:00 | 4×       | Rapport | 2× 1×            | Arena Nord, Frederikshavn Tilskuere: 702 Dommere: Doychinov, Goretsov (BUL) |

| 9. december 2023 18:00 | Paraguay  | 19–25   | Island          | Arena Nord, Frederikshavn Tilskuere: 153 Dommere: Lovin, Stancu (ROU) |
| 9. december 2023 18:00 | Insfrán 7 | (9–13)  | Albertsdóttir 7 | Arena Nord, Frederikshavn Tilskuere: 153 Dommere: Lovin, Stancu (ROU) |
| 9. december 2023 18:00 | 5× 1×     | Rapport | 5× 1×           | Arena Nord, Frederikshavn Tilskuere: 153 Dommere: Lovin, Stancu (ROU) |

| 9. december 2023 20:30 | Kina     | 32–24   | Grønland         | Arena Nord, Frederikshavn Tilskuere: 455 Dommere: H. El-Saied, Y. El-Saied (EGY) |
| 9. december 2023 20:30 | Liu C. 7 | (17–8)  | Holm, Petersen 4 | Arena Nord, Frederikshavn Tilskuere: 455 Dommere: H. El-Saied, Y. El-Saied (EGY) |
| 9. december 2023 20:30 | 3×       | Rapport | 4×               | Arena Nord, Frederikshavn Tilskuere: 455 Dommere: H. El-Saied, Y. El-Saied (EGY) |

| 11. december 2023 18:00 | Island                        | 30–23   | Kina  | Arena Nord, Frederikshavn Tilskuere: 134 Dommere: Budzák, Záhradník (SVK) |
| 11. december 2023 18:00 | Erlingsdóttir, Magnúsdóttir 6 | (13–11) | Jin 7 | Arena Nord, Frederikshavn Tilskuere: 134 Dommere: Budzák, Záhradník (SVK) |
| 11. december 2023 18:00 | 2×                            | Rapport | 2× 1× | Arena Nord, Frederikshavn Tilskuere: 134 Dommere: Budzák, Záhradník (SVK) |

| 11. december 2023 20:30 | Paraguay  | 21–19   | Grønland | Arena Nord, Frederikshavn Tilskuere: 332 Dommere: Al-Enezi, Al-Naseem (KUW) |
| 11. december 2023 20:30 | Mendoza 6 | (11–9)  | Bjerge 4 | Arena Nord, Frederikshavn Tilskuere: 332 Dommere: Al-Enezi, Al-Naseem (KUW) |
| 11. december 2023 20:30 |           | Rapport | 4×       | Arena Nord, Frederikshavn Tilskuere: 332 Dommere: Al-Enezi, Al-Naseem (KUW) |

### Gruppe II
| Pos | Hold       | K | V | U | T | M+ | M- | MF  | P | Kvalifikation |
| --- | ---------- | - | - | - | - | -- | -- | --- | - | ------------- |
| 1   | Congo      | 3 | 3 | 0 | 0 | 93 | 77 | +16 | 6 | 25. plads     |
| 2   | Chile      | 3 | 2 | 0 | 1 | 78 | 67 | +11 | 4 | 27. plads     |
| 3   | Kasakhstan | 3 | 1 | 0 | 2 | 92 | 93 | −1  | 2 | 29. plads     |
| 4   | Iran       | 3 | 0 | 0 | 3 | 69 | 95 | −26 | 0 | 31. plads     |

| 6. december 2023 13:00 | Kasakhstan             | 36–37   | Congo        | Arena Nord, Frederikshavn Tilskuere: 633 Dommere: Cheng, Zhou (CHN) |
| 6. december 2023 13:00 | Radayeva, Rejemetova 9 | (18–15) | Diagouraga 8 | Arena Nord, Frederikshavn Tilskuere: 633 Dommere: Cheng, Zhou (CHN) |
| 6. december 2023 13:00 |                        | Rapport | 4×           | Arena Nord, Frederikshavn Tilskuere: 633 Dommere: Cheng, Zhou (CHN) |

| 7. december 2023 18:00 | Chile          | 30-20   | Iran     | Arena Nord, Frederikshavn Tilskuere: 220 Dommere: Cheng, Zhou (CHN) |
| 7. december 2023 18:00 | Lovera Salas 6 | (14-6)  | Merikh 8 | Arena Nord, Frederikshavn Tilskuere: 220 Dommere: Cheng, Zhou (CHN) |
| 7. december 2023 18:00 | 2× 1×          | Rapport | 2×       | Arena Nord, Frederikshavn Tilskuere: 220 Dommere: Cheng, Zhou (CHN) |

| 9. december 2023 13:00 | Chile          | 27-23   | Kasakhstan   | Arena Nord, Frederikshavn Tilskuere: 402 Dommere: Kazanegra, Vujacic (MNE) |
| 9. december 2023 13:00 | Lovera Salas 9 | (13-11) | Rejemetova 5 | Arena Nord, Frederikshavn Tilskuere: 402 Dommere: Kazanegra, Vujacic (MNE) |
| 9. december 2023 13:00 | 6×             | Rapport | 1×           | Arena Nord, Frederikshavn Tilskuere: 402 Dommere: Kazanegra, Vujacic (MNE) |

| 9. december 2023 15:30 | Iran    | 20-32   | Congo      | Arena Nord, Frederikshavn Tilskuere: 174 Dommere: Altmar, Horvath (HUN) |
| 9. december 2023 15:30 | Badvi 6 | (9-19)  | Domingos 6 | Arena Nord, Frederikshavn Tilskuere: 174 Dommere: Altmar, Horvath (HUN) |
| 9. december 2023 15:30 | 2× 1×   | Rapport | 4×         | Arena Nord, Frederikshavn Tilskuere: 174 Dommere: Altmar, Horvath (HUN) |

| 11. december 2023 13:00 | Congo        | 24–21   | Chile    | Arena Nord, Frederikshavn Tilskuere: 154 Dommere: Bolic, Hurich (AUT) |
| 11. december 2023 13:00 | Diagouraga 5 | (8–12)  | Lovera 8 | Arena Nord, Frederikshavn Tilskuere: 154 Dommere: Bolic, Hurich (AUT) |
| 11. december 2023 13:00 | 7× 1×        | Rapport | 4× 1×    | Arena Nord, Frederikshavn Tilskuere: 154 Dommere: Bolic, Hurich (AUT) |

| 11. december 2023 15:30 | Iran      | 29–33   | Kasakhstan | Arena Nord, Frederikshavn Tilskuere: 67 Dommere: Doychinov, Goretsov (BUL) |
| 11. december 2023 15:30 | Merikh 11 | (15–17) | Khardina 7 | Arena Nord, Frederikshavn Tilskuere: 67 Dommere: Doychinov, Goretsov (BUL) |
| 11. december 2023 15:30 | 4× 1×     | Rapport | 2× 1×      | Arena Nord, Frederikshavn Tilskuere: 67 Dommere: Doychinov, Goretsov (BUL) |

### 31. plads
| 13. december 2023 13:00 | Grønland | 23–28   | Iran     | Arena Nord, Frederikshavn Tilskuere: 537 Dommere: Altmár, Horváth (HUN) |
| 13. december 2023 13:00 | Bjerge 8 | (12–12) | Merikh 6 | Arena Nord, Frederikshavn Tilskuere: 537 Dommere: Altmár, Horváth (HUN) |
| 13. december 2023 13:00 | 5×       | Rapport | 5×       | Arena Nord, Frederikshavn Tilskuere: 537 Dommere: Altmár, Horváth (HUN) |

### 29. plads
| 13. december 2023 15:30 | Paraguay   | 36–30   | Kasakhstan | Arena Nord, Frederikshavn Tilskuere: 96 Dommere: Al-Enezi, Al-Naseem (KUW) |
| 13. december 2023 15:30 | Portillo 9 | (20–18) | Khardina 9 | Arena Nord, Frederikshavn Tilskuere: 96 Dommere: Al-Enezi, Al-Naseem (KUW) |
| 13. december 2023 15:30 | 3×         | Rapport | 3×         | Arena Nord, Frederikshavn Tilskuere: 96 Dommere: Al-Enezi, Al-Naseem (KUW) |

### 27. plads
| 13. december 2023 18:00 | Kina  | 25–26   | Chile    | Arena Nord, Frederikshavn Tilskuere: 103 Dommere: H. El-Saied, Y. El-Saied (EGY) |
| 13. december 2023 18:00 | Li 8  | (13–15) | Lovera 5 | Arena Nord, Frederikshavn Tilskuere: 103 Dommere: H. El-Saied, Y. El-Saied (EGY) |
| 13. december 2023 18:00 | 8× 1× | Rapport | 4×       | Arena Nord, Frederikshavn Tilskuere: 103 Dommere: H. El-Saied, Y. El-Saied (EGY) |

### 25. plads
| 13. december 2023 20:30 | Island         | 30–28   | Congo       | Arena Nord, Frederikshavn Tilskuere: 86 Dommere: Kažanegra, Vujačić (MNE) |
| 13. december 2023 20:30 | Sturludóttir 6 | (14–14) | Ngombele 10 | Arena Nord, Frederikshavn Tilskuere: 86 Dommere: Kažanegra, Vujačić (MNE) |
| 13. december 2023 20:30 | 3×             | Rapport | 5× 1×       | Arena Nord, Frederikshavn Tilskuere: 86 Dommere: Kažanegra, Vujačić (MNE) |

## Mellemrunde

### Gruppe I
| Pos | Hold        | K | V | U | T | M+  | M-  | MF  | P  | Kvalifikation |
| --- | ----------- | - | - | - | - | --- | --- | --- | -- | ------------- |
| 1   | Sverige (V) | 5 | 5 | 0 | 0 | 143 | 95  | +48 | 10 | Slutspil      |
| 2   | Montenegro  | 5 | 3 | 0 | 2 | 128 | 108 | +20 | 6  | Slutspil      |
| 3   | Ungarn      | 5 | 3 | 0 | 2 | 132 | 112 | +20 | 6  |               |
| 4   | Kroatien    | 5 | 2 | 1 | 2 | 111 | 107 | +4  | 5  |               |
| 5   | Senegal     | 5 | 1 | 1 | 3 | 103 | 127 | −24 | 3  |               |
| 6   | Cameroun    | 5 | 0 | 0 | 5 | 79  | 147 | −68 | 0  |               |

1. 1 2  Montenegro-Ungarn 24-18

| 7. december 2023 15:30 | Montenegro | 25–26   | Kroatien   | Scandinavium, Göteborg Tilskuere: 1.089 Dommere: Álvarez, Bustamante (ESP) |
| 7. december 2023 15:30 | Grbić 5    | (13–13) | Blažević 6 | Scandinavium, Göteborg Tilskuere: 1.089 Dommere: Álvarez, Bustamante (ESP) |
| 7. december 2023 15:30 | 4× 2× 1×   | Rapport | 4× 1×      | Scandinavium, Göteborg Tilskuere: 1.089 Dommere: Álvarez, Bustamante (ESP) |

| 7. december 2023 18:00 | Senegal | 20–30   | Ungarn    | Scandinavium, Göteborg Tilskuere: 2.693 Dommere: Koo, Lee (KOR) |
| 7. december 2023 18:00 | Sagna 8 | (8–14)  | Klujber 9 | Scandinavium, Göteborg Tilskuere: 2.693 Dommere: Koo, Lee (KOR) |
| 7. december 2023 18:00 | 3× 1×   | Rapport | 4× 1×     | Scandinavium, Göteborg Tilskuere: 2.693 Dommere: Koo, Lee (KOR) |

| 7. december 2023 20:30 | Sverige  | 37–13   | Cameroun | Scandinavium, Göteborg Tilskuere: 5.187 Dommere: B. Correa, R. Correa (BRA) |
| 7. december 2023 20:30 | Hagman 8 | (16–5)  | Ateba 5  | Scandinavium, Göteborg Tilskuere: 5.187 Dommere: B. Correa, R. Correa (BRA) |
| 7. december 2023 20:30 |          | Rapport | 1× 2×    | Scandinavium, Göteborg Tilskuere: 5.187 Dommere: B. Correa, R. Correa (BRA) |

| 9. december 2023 15:30 | Senegal | 21–29   | Montenegro      | Scandinavium, Göteborg Tilskuere: 2,997 Dommere: Budzák, Záhradník (SVK) |
| 9. december 2023 15:30 | Sagna 4 | (8–18)  | fire spillere 4 | Scandinavium, Göteborg Tilskuere: 2,997 Dommere: Budzák, Záhradník (SVK) |
| 9. december 2023 15:30 | 1×      | Rapport | 4× 1×           | Scandinavium, Göteborg Tilskuere: 2,997 Dommere: Budzák, Záhradník (SVK) |

| 9. december 2023 18:00 | Kroatien       | 24–15   | Cameroun | Scandinavium, Göteborg Tilskuere: 6,165 Dommere: Koo, Lee (KOR) |
| 9. december 2023 18:00 | tre spillere 3 | (18–6)  | Ateba 7  | Scandinavium, Göteborg Tilskuere: 6,165 Dommere: Koo, Lee (KOR) |
| 9. december 2023 18:00 | 2×             | Rapport | 3×       | Scandinavium, Göteborg Tilskuere: 6,165 Dommere: Koo, Lee (KOR) |

| 9. december 2023 20:30 | Ungarn  | 22–26   | Sverige              | Scandinavium, Göteborg Tilskuere: 10,561 Dommere: A. Covalciuc, I. Covalciuc (MDA) |
| 9. december 2023 20:30 | Vámos 6 | (11–10) | Lindqvist, Roberts 7 | Scandinavium, Göteborg Tilskuere: 10,561 Dommere: A. Covalciuc, I. Covalciuc (MDA) |
| 9. december 2023 20:30 | 3×      | Rapport | 4×                   | Scandinavium, Göteborg Tilskuere: 10,561 Dommere: A. Covalciuc, I. Covalciuc (MDA) |

| 11. december 2023 15:30 | Cameroun               | 20–22   | Senegal | Scandinavium, Göteborg Tilskuere: 626 Dommere: B. Correa, R. Correa (BRA) |
| 11. december 2023 15:30 | Ateba, Ebanga Baboga 5 | (12–7)  | Sagna 6 | Scandinavium, Göteborg Tilskuere: 626 Dommere: B. Correa, R. Correa (BRA) |
| 11. december 2023 15:30 | 4× 1×                  | Rapport | 2× 1×   | Scandinavium, Göteborg Tilskuere: 626 Dommere: B. Correa, R. Correa (BRA) |

| 11. december 2023 18:00 | Ungarn    | 23–22   | Kroatien        | Scandinavium, Göteborg Tilskuere: 3,449 Dommere: García, Paolantoni (ARG) |
| 11. december 2023 18:00 | Klujber 9 | (8–11)  | Milosavljević 8 | Scandinavium, Göteborg Tilskuere: 3,449 Dommere: García, Paolantoni (ARG) |
| 11. december 2023 18:00 | 4× 3×     | Rapport | 3× 2×           | Scandinavium, Göteborg Tilskuere: 3,449 Dommere: García, Paolantoni (ARG) |

| 11. december 2023 20:30 | Montenegro | 25–32 | Sverige | Scandinavium, Göteborg Dommere: Carmaux, Mursch (FRA) |
| 11. december 2023 20:30 | (9–15)     |       |         | Scandinavium, Göteborg Dommere: Carmaux, Mursch (FRA) |
| 11. december 2023 20:30 | Rapport    |       |         | Scandinavium, Göteborg Dommere: Carmaux, Mursch (FRA) |

### Gruppe II
| Pos | Hold      | K | V | U | T | M+  | M-  | MF  | P  | Kvalifikation |
| --- | --------- | - | - | - | - | --- | --- | --- | -- | ------------- |
| 1   | Frankrig  | 5 | 5 | 0 | 0 | 158 | 128 | +30 | 10 | Slutspil      |
| 2   | Norge (V) | 5 | 4 | 0 | 1 | 172 | 115 | +57 | 8  | Slutspil      |
| 3   | Slovenien | 5 | 3 | 0 | 2 | 141 | 143 | −2  | 6  |               |
| 4   | Angola    | 5 | 2 | 0 | 3 | 135 | 153 | −18 | 4  |               |
| 5   | Østrig    | 5 | 1 | 0 | 4 | 137 | 177 | −40 | 2  |               |
| 6   | Sydkorea  | 5 | 0 | 0 | 5 | 132 | 159 | −27 | 0  |               |

| 6. december 2023 15:30 | Sydkorea | 27–31   | Slovenien | Trondheim Spektrum, Trondheim Tilskuere: 619 Dommere: Lemes, Sosa (URU) |
| 6. december 2023 15:30 | Ryu 12   | (14–19) | Mavsar 9  | Trondheim Spektrum, Trondheim Tilskuere: 619 Dommere: Lemes, Sosa (URU) |
| 6. december 2023 15:30 | 2× 1×    | Rapport | 4×        | Trondheim Spektrum, Trondheim Tilskuere: 619 Dommere: Lemes, Sosa (URU) |

| 6. december 2023 18:00 | Frankrig  | 41–27   | Østrig       | Trondheim Spektrum, Trondheim Tilskuere: 3.198 Dommere: H. El-Saied, Y. El-Saied (EGY) |
| 6. december 2023 18:00 | Bouktit 7 | (25–14) | I. Ivančok 8 | Trondheim Spektrum, Trondheim Tilskuere: 3.198 Dommere: H. El-Saied, Y. El-Saied (EGY) |
| 6. december 2023 18:00 | 4× 1×     | Rapport | 5× 2×        | Trondheim Spektrum, Trondheim Tilskuere: 3.198 Dommere: H. El-Saied, Y. El-Saied (EGY) |

| 6. december 2023 20:30 | Norge    | 37-19   | Angola          | Trondheim Spektrum, Trondheim Tilskuere: 6.806 Dommere: Jovandić, Sekulić (SRB) |
| 6. december 2023 20:30 | Herrem 7 | (20-9)  | Fire spillere 3 | Trondheim Spektrum, Trondheim Tilskuere: 6.806 Dommere: Jovandić, Sekulić (SRB) |
| 6. december 2023 20:30 | 1×       | Rapport | 3×              | Trondheim Spektrum, Trondheim Tilskuere: 6.806 Dommere: Jovandić, Sekulić (SRB) |

| 8. december 2023 15:30 | Østrig   | 25-30   | Angola   | Trondheim Spektrum, Trondheim Tilskuere: 1.236 Dommere: Konjicanin, Konjicanin (BIH) |
| 8. december 2023 15:30 | Pandza 8 | (14-16) | Carlos 9 | Trondheim Spektrum, Trondheim Tilskuere: 1.236 Dommere: Konjicanin, Konjicanin (BIH) |
| 8. december 2023 15:30 | 3× 1×    | Rapport | 4× 1×    | Trondheim Spektrum, Trondheim Tilskuere: 1.236 Dommere: Konjicanin, Konjicanin (BIH) |

| 8. december 2023 18:00 | Sydkorea | 22-32   | Frankrig | Trondheim Spektrum, Trondheim Tilskuere: 3.507 Dommere: Mitrovic, Vesovic (MNE) |
| 8. december 2023 18:00 | Gim 5    | (12-17) | Kanor 7  | Trondheim Spektrum, Trondheim Tilskuere: 3.507 Dommere: Mitrovic, Vesovic (MNE) |
| 8. december 2023 18:00 | 5×       | Rapport | 1×       | Trondheim Spektrum, Trondheim Tilskuere: 3.507 Dommere: Mitrovic, Vesovic (MNE) |

| 8. december 2023 20:30 | Slovenien | 21-34   | Norge    | Trondheim Spektrum, Trondheim Tilskuere: 5.544 Dommere: Kuttler, Merz (GER) |
| 8. december 2023 20:30 | Varagic 5 | (12-17) | Herrem 6 | Trondheim Spektrum, Trondheim Tilskuere: 5.544 Dommere: Kuttler, Merz (GER) |
| 8. december 2023 20:30 | 3× 1×     | Rapport | 2× 1×    | Trondheim Spektrum, Trondheim Tilskuere: 5.544 Dommere: Kuttler, Merz (GER) |

| 10. december 2023 15:30 | Angola     | 33–31   | Sydkorea | Trondheim Spektrum, Trondheim Tilskuere: 1,716 Dommere: Jovandić, Sekulić (SRB) |
| 10. december 2023 15:30 | Kassoma 11 | (20–15) | Woo 9    | Trondheim Spektrum, Trondheim Tilskuere: 1,716 Dommere: Jovandić, Sekulić (SRB) |
| 10. december 2023 15:30 | 2× 1×      | Rapport | 1×       | Trondheim Spektrum, Trondheim Tilskuere: 1,716 Dommere: Jovandić, Sekulić (SRB) |

| 10. december 2023 18:00 | Slovenien | 32–27   | Østrig      | Trondheim Spektrum, Trondheim Tilskuere: 4,060 Dommere: Lemes, Sosa (URU) |
| 10. december 2023 18:00 | Mavsar 11 | (19–14) | K. Pandza 7 | Trondheim Spektrum, Trondheim Tilskuere: 4,060 Dommere: Lemes, Sosa (URU) |
| 10. december 2023 18:00 | 2× 1×     | Rapport |             | Trondheim Spektrum, Trondheim Tilskuere: 4,060 Dommere: Lemes, Sosa (URU) |

| 10. december 2023 20:30 | Frankrig    | 24–23   | Norge           | Trondheim Spektrum, Trondheim Tilskuere: 6,754 Dommere: A. Konjičanin, D. Konjičanin (BIH) |
| 10. december 2023 20:30 | Nze Minko 6 | (12–12) | Ingstad, Mørk 4 | Trondheim Spektrum, Trondheim Tilskuere: 6,754 Dommere: A. Konjičanin, D. Konjičanin (BIH) |
| 10. december 2023 20:30 | 6× 1×       | Rapport | 4×              | Trondheim Spektrum, Trondheim Tilskuere: 6,754 Dommere: A. Konjičanin, D. Konjičanin (BIH) |

### Gruppe III
| Pos | Hold        | K | V | U | T | M+  | M-  | MF  | P | Kvalifikation |
| --- | ----------- | - | - | - | - | --- | --- | --- | - | ------------- |
| 1   | Danmark (V) | 5 | 4 | 0 | 1 | 152 | 121 | +31 | 8 | Slutspil      |
| 2   | Tyskland    | 5 | 4 | 0 | 1 | 147 | 120 | +27 | 8 | Slutspil      |
| 3   | Rumænien    | 5 | 3 | 0 | 2 | 141 | 145 | −4  | 6 |               |
| 4   | Polen       | 5 | 2 | 0 | 3 | 119 | 143 | −24 | 4 |               |
| 5   | Japan       | 5 | 2 | 0 | 3 | 137 | 141 | −4  | 4 |               |
| 6   | Serbien     | 5 | 0 | 0 | 5 | 111 | 137 | −26 | 0 |               |

1. 1 2  Danmark 30-28 Tyskland
2. 1 2  Polen 32–30 Japan

| 7. december 2023 15:30 | Serbien         | 21–22   | Polen       | Jyske Bank Boxen, Herning Tilskuere: 511 Dommere: Belkhiri, Hamidi (ALG) |
| 7. december 2023 15:30 | Radosavljević 6 | (13–10) | Kochaniak 6 | Jyske Bank Boxen, Herning Tilskuere: 511 Dommere: Belkhiri, Hamidi (ALG) |
| 7. december 2023 15:30 | 5× 2×           | Rapport | 3×          | Jyske Bank Boxen, Herning Tilskuere: 511 Dommere: Belkhiri, Hamidi (ALG) |

| 7. december 2023 18:00 | Tyskland     | 24–22   | Rumænien   | Jyske Bank Boxen, Herning Tilskuere: 4.526 Dommere: Lah, Sok (SLO) |
| 7. december 2023 18:00 | Döll, Lott 4 | (9–12)  | Buceschi 8 | Jyske Bank Boxen, Herning Tilskuere: 4.526 Dommere: Lah, Sok (SLO) |
| 7. december 2023 18:00 | 4× 1×        | Rapport | 3× 1×      | Jyske Bank Boxen, Herning Tilskuere: 4.526 Dommere: Lah, Sok (SLO) |

| 7. december 2023 20:30 | Danmark   | 26–27   | Japan     | Jyske Bank Boxen, Herning Tilskuere: 6.707 Dommere: Carmaux, Mursch (FRA) |
| 7. december 2023 20:30 | Højlund 5 | (12–12) | Hattori 7 | Jyske Bank Boxen, Herning Tilskuere: 6.707 Dommere: Carmaux, Mursch (FRA) |
| 7. december 2023 20:30 | 5× 1×     | Rapport | 2×        | Jyske Bank Boxen, Herning Tilskuere: 6.707 Dommere: Carmaux, Mursch (FRA) |

| 9. december 2023 15:30 | Rumænien    | 32–28   | Japan             | Jyske Bank Boxen, Herning Tilskuere: 3,502 Dommere: García, Paolantoni (ARG) |
| 9. december 2023 15:30 | Buceschi 12 | (17–14) | Aizawa, Hattori 5 | Jyske Bank Boxen, Herning Tilskuere: 3,502 Dommere: García, Paolantoni (ARG) |
| 9. december 2023 15:30 | 4× 1×       | Rapport | 4×                | Jyske Bank Boxen, Herning Tilskuere: 3,502 Dommere: García, Paolantoni (ARG) |

| 9. december 2023 18:00 | Serbien   | 21–31   | Tyskland | Jyske Bank Boxen, Herning Tilskuere: 8,138 Dommere: Álvarez, Bustamante (ESP) |
| 9. december 2023 18:00 | Jovović 6 | (13–14) | Döll 5   | Jyske Bank Boxen, Herning Tilskuere: 8,138 Dommere: Álvarez, Bustamante (ESP) |
| 9. december 2023 18:00 | 4×        | Rapport | 3×       | Jyske Bank Boxen, Herning Tilskuere: 8,138 Dommere: Álvarez, Bustamante (ESP) |

| 9. december 2023 20:30 | Polen    | 22–32   | Danmark                 | Jyske Bank Boxen, Herning Tilskuere: 10,398 Dommere: Bolic, Hurich (AUT) |
| 9. december 2023 20:30 | Rosiak 6 | (12–15) | Jørgensen, Østergaard 5 | Jyske Bank Boxen, Herning Tilskuere: 10,398 Dommere: Bolic, Hurich (AUT) |
| 9. december 2023 20:30 | 8×       | Rapport | 3×                      | Jyske Bank Boxen, Herning Tilskuere: 10,398 Dommere: Bolic, Hurich (AUT) |

| 11. december 2023 15:30 | Japan      | 22–20   | Serbien      | Jyske Bank Boxen, Herning Tilskuere: 1,979 Dommere: A. Covalciuc, I. Covalciuc (MDA) |
| 11. december 2023 15:30 | Nakayama 6 | (9–8)   | Vukajlović 6 | Jyske Bank Boxen, Herning Tilskuere: 1,979 Dommere: A. Covalciuc, I. Covalciuc (MDA) |
| 11. december 2023 15:30 | 3×         | Rapport | 3× 1×        | Jyske Bank Boxen, Herning Tilskuere: 1,979 Dommere: A. Covalciuc, I. Covalciuc (MDA) |

| 11. december 2023 18:00 | Polen    | 26–27   | Rumænien    | Jyske Bank Boxen, Herning Tilskuere: 5,221 Dommere: Belkhiri, Hamidi (ALG) |
| 11. december 2023 18:00 | Balsam 8 | (10–13) | Buceschi 11 | Jyske Bank Boxen, Herning Tilskuere: 5,221 Dommere: Belkhiri, Hamidi (ALG) |
| 11. december 2023 18:00 | 3× 1×    | Rapport | 4× 1×       | Jyske Bank Boxen, Herning Tilskuere: 5,221 Dommere: Belkhiri, Hamidi (ALG) |

| 11. december 2023 20:30 | Tyskland | 28–30   | Danmark | Jyske Bank Boxen, Herning Tilskuere: 8,514 Dommere: Lah, Sok (SLO) |
| 11. december 2023 20:30 | Bölk 5   | (13–15) | Friis 7 | Jyske Bank Boxen, Herning Tilskuere: 8,514 Dommere: Lah, Sok (SLO) |
| 11. december 2023 20:30 | 6× 1×    | Rapport | 3× 1×   | Jyske Bank Boxen, Herning Tilskuere: 8,514 Dommere: Lah, Sok (SLO) |

### Gruppe IV
| Pos | Hold      | K | V | U | T | M+  | M-  | MF  | P  | Kvalifikation |
| --- | --------- | - | - | - | - | --- | --- | --- | -- | ------------- |
| 1   | Holland   | 5 | 5 | 0 | 0 | 178 | 115 | +63 | 10 | Slutspil      |
| 2   | Tjekkiet  | 5 | 3 | 0 | 2 | 138 | 130 | +8  | 6  | Slutspil      |
| 3   | Brasilien | 5 | 3 | 0 | 2 | 150 | 128 | +22 | 6  |               |
| 4   | Spanien   | 5 | 3 | 0 | 2 | 132 | 127 | +5  | 6  |               |
| 5   | Argentina | 5 | 1 | 0 | 4 | 115 | 155 | −40 | 2  |               |
| 6   | Ukraine   | 5 | 0 | 0 | 5 | 104 | 162 | −58 | 0  |               |

1. 1 2 3  Tjekkiet 2 Pts, +5 GD; Brasilien 2 Pts, +1 GD; Spanien 2 Pts, −6 GD.

| 6. december 2023 15:30 | Ukraine    | 23–30   | Tjekkiet    | Arena Nord, Frederikshavn Tilskuere: 711 Dommere: Altmár, Horváth (HUN) |
| 6. december 2023 15:30 | Smbatian 5 | (11–15) | Jeřábková 9 | Arena Nord, Frederikshavn Tilskuere: 711 Dommere: Altmár, Horváth (HUN) |
| 6. december 2023 15:30 | 2×         | Rapport |             | Arena Nord, Frederikshavn Tilskuere: 711 Dommere: Altmár, Horváth (HUN) |

| 6. december 2023 18:00 | Spanien      | 30–23   | Argentina | Arena Nord, Frederikshavn Tilskuere: 902 Dommere: Kažanegra, Vujačić (MNE) |
| 6. december 2023 18:00 | Etxeberria 7 | (12–13) | Gavilan 8 | Arena Nord, Frederikshavn Tilskuere: 902 Dommere: Kažanegra, Vujačić (MNE) |
| 6. december 2023 18:00 | 2×           | Rapport | 1×        | Arena Nord, Frederikshavn Tilskuere: 902 Dommere: Kažanegra, Vujačić (MNE) |

| 6. december 2023 20:30 | Holland    | 35-27   | Brasilien       | Arena Nord, Frederikshavn Tilskuere: 855 Dommere: Lovin, Stancu (ROU) |
| 6. december 2023 20:30 | Housheer 6 | (18-13) | de Abreu Rosa 7 | Arena Nord, Frederikshavn Tilskuere: 855 Dommere: Lovin, Stancu (ROU) |
| 6. december 2023 20:30 | 3×         | Rapport | 3×              | Arena Nord, Frederikshavn Tilskuere: 855 Dommere: Lovin, Stancu (ROU) |

| 8. december 2023 15:30 | Brasilien                             | 33-19   | Argentina | Arena Nord, Frederikshavn Tilskuere: 417 Dommere: Doychinov, Goretsov (BUL) |
| 8. december 2023 15:30 | Almeida de Paula, Cardoso de Castro 5 | (16-7)  | Pizzo 5   | Arena Nord, Frederikshavn Tilskuere: 417 Dommere: Doychinov, Goretsov (BUL) |
| 8. december 2023 15:30 | 4×                                    | Rapport | 1×        | Arena Nord, Frederikshavn Tilskuere: 417 Dommere: Doychinov, Goretsov (BUL) |

| 8. december 2023 18:00 | Tjekkiet    | 30-22   | Spanien        | Arena Nord, Frederikshavn Tilskuere: 697 Dommere: Hansen, Madsen (DEN) |
| 8. december 2023 18:00 | Jerabkova 9 | (13-9)  | Perez Buforn 6 | Arena Nord, Frederikshavn Tilskuere: 697 Dommere: Hansen, Madsen (DEN) |
| 8. december 2023 18:00 | 2× 1×       | Rapport |                | Arena Nord, Frederikshavn Tilskuere: 697 Dommere: Hansen, Madsen (DEN) |

| 8. december 2023 20:30 | Ukraine  | 21-40   | Holland   | Arena Nord, Frederikshavn Tilskuere: 823 Dommere: Alenezi, Alnaseem (KUW) |
| 8. december 2023 20:30 | Shukal 5 | (8-19)  | Abbingh 8 | Arena Nord, Frederikshavn Tilskuere: 823 Dommere: Alenezi, Alnaseem (KUW) |
| 8. december 2023 20:30 | 3×       | Rapport | 2×        | Arena Nord, Frederikshavn Tilskuere: 823 Dommere: Alenezi, Alnaseem (KUW) |

| 10. december 2023 12:00 | Argentina | 25–20   | Ukraine      | Arena Nord, Frederikshavn Tilskuere: 504 Dommere: Kažanegra, Vujačić (MNE) |
| 10. december 2023 12:00 | Cavo 6    | (13–11) | Konovalova 6 | Arena Nord, Frederikshavn Tilskuere: 504 Dommere: Kažanegra, Vujačić (MNE) |
| 10. december 2023 12:00 | 6× 1×     | Rapport | 5× 1×        | Arena Nord, Frederikshavn Tilskuere: 504 Dommere: Kažanegra, Vujačić (MNE) |

| 10. december 2023 14:15 | Tjekkiet     | 27–30   | Brasilien           | Arena Nord, Frederikshavn Tilskuere: 769 Dommere: Lovin, Stancu (ROU) |
| 10. december 2023 14:15 | Jeřábková 11 | (17–16) | Cardoso de Castro 9 | Arena Nord, Frederikshavn Tilskuere: 769 Dommere: Lovin, Stancu (ROU) |
| 10. december 2023 14:15 | 2×           | Rapport | 3× 1×               | Arena Nord, Frederikshavn Tilskuere: 769 Dommere: Lovin, Stancu (ROU) |

| 10. december 2023 16:30 | Holland     | 29–21   | Spanien                | Arena Nord, Frederikshavn Tilskuere: 1.314 Dommere: Hansen, Madsen (DEN) |
| 10. december 2023 16:30 | Sprengers 6 | (13–9)  | So Delgado, González 5 | Arena Nord, Frederikshavn Tilskuere: 1.314 Dommere: Hansen, Madsen (DEN) |
| 10. december 2023 16:30 | 3×          | Rapport | 2×                     | Arena Nord, Frederikshavn Tilskuere: 1.314 Dommere: Hansen, Madsen (DEN) |

## Slutspil

### Oversigt
|  | Kvartfinaler | Kvartfinaler |              |    | Semifinaler | Semifinaler |  |  | Finale | Finale |
|  |              |              |              |    |             |             |  |  |        |        |
|  | 13. december |              |              |    |             |             |  |  |        |        |
|  |              |              |              |    |             |             |  |  |        |        |
|  | Sverige      | 27           |              |    |             |             |  |  |        |        |
|  | Sverige      | 27           | 15. december |    |             |             |  |  |        |        |
|  | Tyskland     | 20           |              |    |             |             |  |  |        |        |
|  | Tyskland     | 20           | Sverige      | 28 |             |             |  |  |        |        |
|  | 12. december |              | Sverige      | 28 |             |             |  |  |        |        |
|  |              | Frankrig     | 37           |    |             |             |  |  |        |        |
|  | Frankrig     | Frankrig     | 37           | 33 |             |             |  |  |        |        |
|  | Frankrig     |              | 17. december | 33 |             |             |  |  |        |        |
|  | Tjekkiet     | 22           |              |    |             |             |  |  |        |        |
|  | Tjekkiet     | 22           | Frankrig     | 31 |             |             |  |  |        |        |
|  | 13. december |              | Frankrig     | 31 |             |             |  |  |        |        |
|  |              | Norge        | 28           |    |             |             |  |  |        |        |
|  | Danmark      | Norge        | 28           | 26 |             |             |  |  |        |        |
|  | Danmark      | 15. december |              | 26 |             |             |  |  |        |        |
|  | Montenegro   | 24           |              |    |             |             |  |  |        |        |
|  | Montenegro   | 24           | Danmark      | 28 |             |             |  |  |        |        |
|  | 12. december |              | Danmark      | 28 |             |             |  |  |        |        |
|  |              | Norge        | 29           |    | Tredjeplads | Tredjeplads |  |  |        |        |
|  | Holland      | Norge        | 29           | 23 | Tredjeplads | Tredjeplads |  |  |        |        |
|  | Holland      |              | 17. december | 23 |             |             |  |  |        |        |
|  | Norge        | 30           |              |    |             |             |  |  |        |        |
|  | Norge        | 30           | Sverige      | 27 |             |             |  |  |        |        |
|  |              |              |              |    |             |             |  |  |        |        |
|  | Danmark      | 28           |              |    |             |             |  |  |        |        |
|  | Danmark      | 28           |              |    |             |             |  |  |        |        |

### 5–8. plads playoffs
|  | 5–8. plads semifinaler | 5–8. plads semifinaler |              |    | 5. plads | 5. plads |
|  |                        |                        |              |    |          |          |
|  | 15. december           |                        |              |    |          |          |
|  |                        |                        |              |    |          |          |
|  | Tyskland               | 32                     |              |    |          |          |
|  | Tyskland               | 32                     | 17. december |    |          |          |
|  | Tjekkiet               | 26                     |              |    |          |          |
|  | Tjekkiet               | 26                     | Tyskland     | 26 |          |          |
|  | 15. december           |                        | Tyskland     | 26 |          |          |
|  |                        | Holland                | 30           |    |          |          |
|  | Montenegro             | Holland                | 30           | 25 |          |          |
|  | Montenegro             |                        |              | 25 |          |          |
|  | Holland                | 28                     |              |    |          |          |
|  | Holland                | 28                     | 7. plads     |    |          |          |
|  |                        |                        |              |    |          |          |
|  | 17. december           |                        |              |    |          |          |
|  |                        |                        |              |    |          |          |
|  | Tjekkiet               | 24                     |              |    |          |          |
|  | Tjekkiet               | 24                     |              |    |          |          |
|  | Montenegro             | 28                     |              |    |          |          |

### Kvartfinaler
| 12. december 2023 17:30 | Frankrig    | 33–22   | Tjekkiet    | Trondheim Spektrum, Trondheim Tilskuere: 4,455 Dommere: Álvarez, Bustamante (ESP) |
| 12. december 2023 17:30 | Nze Minko 5 | (18–16) | Jeřábková 6 | Trondheim Spektrum, Trondheim Tilskuere: 4,455 Dommere: Álvarez, Bustamante (ESP) |
| 12. december 2023 17:30 | 4×          | Rapport | 1× 2×       | Trondheim Spektrum, Trondheim Tilskuere: 4,455 Dommere: Álvarez, Bustamante (ESP) |

| 12. december 2023 20:30 | Holland               | 23–30   | Norge      | Trondheim Spektrum, Trondheim Tilskuere: 7,514 Dommere: Kuttler, Merz (GER) |
| 12. december 2023 20:30 | Housheer, Malestein 4 | (11–12) | Skogrand 9 | Trondheim Spektrum, Trondheim Tilskuere: 7,514 Dommere: Kuttler, Merz (GER) |
| 12. december 2023 20:30 | 3×                    | Rapport | 7× 1×      | Trondheim Spektrum, Trondheim Tilskuere: 7,514 Dommere: Kuttler, Merz (GER) |

| 13. december 2023 17:30 | Sverige         | 27–20   | Tyskland       | Jyske Bank Boxen, Herning Tilskuere: 6.613 Dommere: Hansen, Madsen (DEN) |
| 13. december 2023 17:30 | fire spillere 5 | (16–6)  | tre spillere 4 | Jyske Bank Boxen, Herning Tilskuere: 6.613 Dommere: Hansen, Madsen (DEN) |
| 13. december 2023 17:30 | 1×              | Rapport |                | Jyske Bank Boxen, Herning Tilskuere: 6.613 Dommere: Hansen, Madsen (DEN) |

| 13. december 2023 20:30 | Danmark         | 26–24   | Montenegro | Jyske Bank Boxen, Herning Tilskuere: 11.031 Dommere: Belkhiri, Hamidi (ALG) |
| 13. december 2023 20:30 | Friis, Hansen 5 | (13–10) | Mugoša 6   | Jyske Bank Boxen, Herning Tilskuere: 11.031 Dommere: Belkhiri, Hamidi (ALG) |
| 13. december 2023 20:30 | 1×              | Rapport | 6× 2×      | Jyske Bank Boxen, Herning Tilskuere: 11.031 Dommere: Belkhiri, Hamidi (ALG) |

### 5–8. plads semifinaler
| 15. december 2023 11:30 | Tyskland   | 32-26   | Tjekkiet    | Jyske Bank Boxen, Herning Tilskuere: 445 Dommere: Garcia, Paolantoni (ARG) |
| 15. december 2023 11:30 | Leuchter 6 | (14-12) | Jerabkova 6 | Jyske Bank Boxen, Herning Tilskuere: 445 Dommere: Garcia, Paolantoni (ARG) |
| 15. december 2023 11:30 | 6× 3×      | Rapport | 3×          | Jyske Bank Boxen, Herning Tilskuere: 445 Dommere: Garcia, Paolantoni (ARG) |

| 15. december 2023 14:30 | Montenegro | 25-28   | Holland     | Jyske Bank Boxen, Herning Tilskuere: 1627 Dommere: Hansen, Madsen (DEN) |
| 15. december 2023 14:30 | Mugosa 6   | (13-14) | Malestein 8 | Jyske Bank Boxen, Herning Tilskuere: 1627 Dommere: Hansen, Madsen (DEN) |
| 15. december 2023 14:30 | 1×         | Rapport | 1×          | Jyske Bank Boxen, Herning Tilskuere: 1627 Dommere: Hansen, Madsen (DEN) |

### Semifinaler
| 15. december 2023 17:30 | Danmark               | 28–29 (E.f.s.) | Norge      | Jyske Bank Boxen, Herning Tilskuere: 12.136 Dommere: A. Konjičanin, D. Konjičanin (BIH) |
| 15. december 2023 17:30 | Jørgensen 7           | (14–9)         | Reistad 15 | Jyske Bank Boxen, Herning Tilskuere: 12.136 Dommere: A. Konjičanin, D. Konjičanin (BIH) |
| 15. december 2023 17:30 | 5× 1×                 | Rapport        | 4×         | Jyske Bank Boxen, Herning Tilskuere: 12.136 Dommere: A. Konjičanin, D. Konjičanin (BIH) |
| 15. december 2023 17:30 | FT: 23–23 E.f.s.: 5–6 |                |            | Jyske Bank Boxen, Herning Tilskuere: 12.136 Dommere: A. Konjičanin, D. Konjičanin (BIH) |

| 15. december 2023 21:00 | Sverige  | 28–37   | Frankrig  | Jyske Bank Boxen, Herning Tilskuere: 8.154 Dommere: Kuttler, Merz (GER) |
| 15. december 2023 21:00 | Hagman 5 | (11–19) | Horacek 9 | Jyske Bank Boxen, Herning Tilskuere: 8.154 Dommere: Kuttler, Merz (GER) |
| 15. december 2023 21:00 | 5×       | Rapport | 2× 1×     | Jyske Bank Boxen, Herning Tilskuere: 8.154 Dommere: Kuttler, Merz (GER) |

### Kamp om 7. plads
| 17. december 2023 10:15 | Tjekkiet       | 24–28   | Montenegro | Jyske Bank Boxen, Herning Tilskuere: 491 Dommere: Lovin, Stancu (ROU) |
| 17. december 2023 10:15 | tre spillere 5 | (10–14) | Grbić 7    | Jyske Bank Boxen, Herning Tilskuere: 491 Dommere: Lovin, Stancu (ROU) |
| 17. december 2023 10:15 | 1×             | Rapport | 5× 1×      | Jyske Bank Boxen, Herning Tilskuere: 491 Dommere: Lovin, Stancu (ROU) |

### Kamp om 5. plads
| 17. december 2023 13:00 | Tyskland | 26–30   | Holland     | Jyske Bank Boxen, Herning Tilskuere: 2.594 Dommere: A. Covalciuc, I. Covalciuc (MDA) |
| 17. december 2023 13:00 | Döll 7   | (7–16)  | Malestein 7 | Jyske Bank Boxen, Herning Tilskuere: 2.594 Dommere: A. Covalciuc, I. Covalciuc (MDA) |
| 17. december 2023 13:00 | 5×       | Rapport | 4×          | Jyske Bank Boxen, Herning Tilskuere: 2.594 Dommere: A. Covalciuc, I. Covalciuc (MDA) |

### Bronzekamp
| 17. december 2023 16:00 | Sverige            | 27–28   | Danmark        | Jyske Bank Boxen, Herning Tilskuere: 11,877 Dommere: Álvarez, Bustamante (ESP) |
| 17. december 2023 16:00 | Blohm, Mellegård 7 | (15–18) | tre spillere 5 | Jyske Bank Boxen, Herning Tilskuere: 11,877 Dommere: Álvarez, Bustamante (ESP) |
| 17. december 2023 16:00 | 2×                 | Rapport | 1× 2×          | Jyske Bank Boxen, Herning Tilskuere: 11,877 Dommere: Álvarez, Bustamante (ESP) |

### Finale
| 17. december 2023 19:00 | Frankrig             | 31–28   | Norge  | Jyske Bank Boxen, Herning Tilskuere: 12.031 Dommere: Lah, Sok (SLO) |
| 17. december 2023 19:00 | Grandveau, Horacek 5 | (20–17) | Mørk 8 | Jyske Bank Boxen, Herning Tilskuere: 12.031 Dommere: Lah, Sok (SLO) |
| 17. december 2023 19:00 | 4× 1×                | Rapport | 3× 2×  | Jyske Bank Boxen, Herning Tilskuere: 12.031 Dommere: Lah, Sok (SLO) |

## Rangering og priser
Pladserne 1 til 8 og 25 til 32 afgøres ved play-off eller knock-out. Hold, der slutter på tredjepladsen i hovedrunden, vil blive rangeret 9. til 12., hold, der slutter på fjerdepladsen i hovedrunden 13. til 16., hold, der slutter på femtepladsen i hovedrunden 17. til 20. og hold, der slutter på sjettepladsen i hovedrunden 21. til 24. I tilfælde af uafgjort antal opnåede point, vil målforskellen i hovedrunden blive taget i betragtning, derefter antallet af scorede mål. Hvis holdene stadig er lige, vil antallet af point opnået i den indledende runde blive betragtet efterfulgt af målforskellen og derefter antallet af scorede mål i den indledende runde.
| Rang                             | Hold       |
| -------------------------------- | ---------- |
| 1                                | Frankrig   |
| 2. plads, sølvmedaljemodtager(e) | Norge      |
| 3                                | Danmark    |
| 4                                | Sverige    |
| 5                                | Holland    |
| 6                                | Tyskland   |
| 7                                | Montenegro |
| 8                                | Tjekkiet   |
| 9                                | Brasilien  |
| 10                               | Ungarn     |
| 11                               | Slovenien  |
| 12                               | Rumænien   |
| 13                               | Spanien    |
| 14                               | Kroatien   |
| 15                               | Angola     |
| 16                               | Polen      |
| 17                               | Japan      |
| 18                               | Senegal    |
| 19                               | Østrig     |
| 20                               | Argentina  |
| 21                               | Serbien    |
| 22                               | Sydkorea   |
| 23                               | Ukraine    |
| 24                               | Cameroun   |
| 25                               | Island     |
| 26                               | Congo      |
| 27                               | Chile      |
| 28                               | Kina       |
| 29                               | Paraguay   |
| 30                               | Kasakhstan |
| 31                               | Iran       |
| 32                               | Grønland   |

|  | Kvalificerede sig til sommer-OL 2024 og VM i håndbold 2025                                                    |
|  | Kvalificeret til sommer-OL 2024 gennem andre turneringer                                                      |
|  | Kvalificeret til den olympisk kvalifikationsturnering                                                         |
|  | Kvalificeret til den olympiske kvalifikationsturnering gennem andre turneringer                               |
|  | Ikke berettiget til at kvalificere sig til OL: Grønland har ikke en national olympisk komité anerkendt af IOC |

### All-star Team
All-star blev annonceret 17. december 2023.
| Position            | Spiller              |
| ------------------- | -------------------- |
| Målvogter           | Laura Glauser        |
| Venstrefløj         | Chloé Valentini      |
| Venstreback         | Estelle Nze Minko    |
| Playmaker           | Stine Bredal Oftedal |
| Højreback           | Louise Burgaard      |
| Højrefløj           | Nathalie Hagman      |
| Stregspiller        | Linn Blohm           |
| Bedste unge spiller | Viola Leuchter       |
| MVP                 | Henny Reistad        |
| Topscorer           | Markéta Jeřábková    |